# Châu Loan
Châu Loan (1926 - 24 tháng 12 năm 1972) là một ngâm sĩ và hò ca Huế. Bà được phong tặng danh hiệu Nghệ sĩ Nhân dân vào đợt 1 (1984).
Bà tên thật Bùi Thị Loan, sinh năm 1926 tại làng Tùng Luật, xã Vĩnh Giang, Vĩnh Linh, Quảng Trị. Thân sinh của bà là cụ Bùi Mè, học trò cụ Nguyễn Như Bá (cụ Như Bá là người truyền bá nghề hát bội và hò Huế cho làng, là ông của nghệ sĩ nhân dân Lệ Thi và nghệ sĩ ưu tú Ái Chủng). Từ năm 7 tuổi, bà đã được thân phụ dạy đàn hát và theo ông vào Huế sống. Ngoài học đàn, bà còn học hát ca Huế, dân ca Bình Trị Thiên và miền Trung. Lớn lên bà có chất giọng đẹp "hoàn hảo": êm dịu, hơi dài, vang vọng và uyển chuyển.
Châu Loan đi hát từ năm 15 tuổi. Năm 1947, bà theo cha ra Hà Nội, cộng tác với Đài phát thanh Pháp Á. Năm 1954, hòa bình lập lại, bà làm việc tại Tổ ca nhạc miền Trung, Ban âm nhạc của Đài Tiếng nói Việt Nam. Năm 1957, bà được cử đi dự Đại hội thanh niên thế giới lần thứ nhất tại Warszawa, Ba Lan. Bà đã giới thiệu ở liên hoan những điệu dân ca miền Trung như điệu Hò mái nhì, hò mái đẩy...
Trong những năm chiến tranh, bà được đoàn ca nhạc của Đài đi biểu diễn nhiều nơi từ Việt Bắc, Tây Bắc, hải đảo cho đến vĩ tuyến 17. Bà đã đưa chất liệu âm nhạc Huế vào thơ, xử lý sáng tạo âm thanh ca Huế và chất liệu Huế trong thơ. Những bản thu của bà được phát sóng rộng trên sóng của Đài, đặc biệt là qua những bài thơ của Tố Hữu như Ba mươi năm đời ta có Đảng, Bài ca xuân 1961, Mẹ Suốt... Nhiều nghệ sĩ ngâm thơ đã học tập phong cách ngâm này của bà.
Bà mất vì bệnh ung thư vào chiều Giáng Sinh năm 1972, khi chỉ mới 46 tuổi. Châu Loan là mẹ của nhạc sĩ Quốc Trường.